# Jabat
Jabat, també Jabwot (en marshallès: Jebat) és una illa de l'oceà Pacífic que forma un districte legislatiu de la cadena Ralik de les Illes Marshall. Té una superfície terrestre de tan sols 0,6 km², amb una llargada màxima d'1,2 quilòmetres. Es troba a 12 quilòmetres de l'atol Ailinglaplap. A diferència de la majoria de les altres illes de les illes Marshall, Jabat és una illa rocosa, més que un atol de corall, encara que està envoltada d'esculls de corall d'aigües poc profundes que s'estenen durant diversos quilòmetres més enllà de l'escull exterior cap al nord i al sud. Segons el cens del 2021 la població de l'atol de Namu era de 75 habitants.

## Història
El primer albirament documentar de Jabat va ser pel navegant espanyol Alonso de Arellano el 8 de gener de 1565 a bord del patatxo San Lucas.
L'Imperi Alemany va reclamar Jabat juntament amb la resta de les Illes Marshall el 1885. Després de la Primera Guerra Mundial va quedar sota el Mandat de les Illes del Pacífic de l'Imperi Japonès. A la fi de la Segona Guerra Mundial va quedar sota el control dels Estats Units com a part del Territori en Fideïcomís de les Illes del Pacífic fins al 1986, quan les illes Marshall van aconseguir la seva independència.